# Конищев, Вячеслав Николаевич
Вячесла́в Никола́евич Кони́щев (14 февраля 1938, Москва, СССР — 21 июля 2020) — российский географ и мерзлотовед, заведующий кафедрой криолитологии и гляциологии Московского государственного университета. Работает в области географического и исторического мерзлотоведения, криолитологии, палеогеографии и геоэкологии криосферы.

## Биография
Родился 14 февраля 1938 г. в Москве. В 1960 году окончил географический факультет Московского государственного университета им. М. В. Ломоносова, кафедру географии полярных стран по специальности «физическая география».
После окончания МГУ В. Н. Конищев остаётся на кафедре в должности старшего лаборанта и все последующие годы продолжал работать на этой кафедре, занимая должности:
- инженера
- младшего научного сотрудника
- доцента (с 1967 года)
- профессора (с 1980 года)
- заведующего кафедрой (с 1993 года)

Доктор географических наук по специальности «мерзлотоведение, инженерная геология, грунтоведение» с 1979 года.
Тема кандидатской диссертации — «Генезис и палеогеографические условия формирования покровных лёссовидных образований восточной части Большеземельской тундры». Научный руководитель — профессор А. И. Попов. Защита состоялась в 1965 году на географическом факультете МГУ им. М. В. Ломоносова
Тема докторской диссертации — «Криогенное выветривание как фактор формирования лёссовидных образований Северной Евразии». Защита состоялась в 1978 году на географическом факультете МГУ им. М. В. Ломоносова
В. Н. Конищев получил учёное звание «Профессор по кафедре криолитологии и гляциологии» в 1980 году.

## Научные исследования
Область научных исследований связана с изучением места и роли криогенеза в системе природных процессов Земли, эволюции минерального вещества в криосфере Земли, геоэкологической функции криосферы Земли.
Вячеслав Николаевич Конищев разработал положение о том, что в криолитозоне Земли ряды устойчивости основных породообразующих минералов имеют зеркально противоположный характер по отношению к рядам устойчивости минеральных компонентов в условиях тёплого и умеренного климата. Им предложена концепция защитной роли плёнки незамёрзшей воды в ходе криогенного преобразования минерального вещества, обоснован количественный критерий — показатель степени криогенного преобразования минерального вещества дисперсных грунтов и почв криолитозоны и перигляциальных районов.
На примере многих районов (центра и севера Европейской части России, северной и центральной Якутии, Западной Сибири, Памира, Антарктиды, Шпицбергена) разработана и реализована методика криолитологического анализа минерального вещества грунтов и почв и на её основе предложен новый метод палеотемпературного анализа дисперсных отложений и почв современной и древней криолитозоны.
Конищевым предложена концепция расширяющейся криосферы Земли: установлено, что, начиная с протерозоя и до кайнозоя включительно, каждая последующая эпоха оледенений отличалась все более мощным воздействием на природу Земли, усложнялась структура криосферы, увеличивалась роль подземного оледенения.
В последние годы В. Н. Конищев развивает представление о неоднозначной реакции различных ландшафтов криолитозоны на изменение климата. В определённых ландшафтах криолитозоны мерзлотные условия при потеплении климата могут оставаться стабильными или даже испытывать тенденцию к посуровению.

## Полевые исследования
В. Н. Конищев организовал и провёл полевые экспедиционные исследования:
- на севере Европейской части России
- в Восточной Сибири (Яно-Индигирская, Колымская низменности)

## Проекты и гранты
Начиная с 1994 года выполнил ряд проектов по грантам РФФИ. С 1996 года кафедре под руководством В. Н. Конищева постоянно присуждаются гранты в конкурсе «Ведущие научные школы России».

## Деятельность в университетах
В. Н. Конищев читает следующие теоретические курсы студентам кафедры криолитологии и гляциологии:
- «Общее и региональное мерзлотоведение»
- «Геоэкология криосферы Земли»
- «Общее и региональное мерзлотоведение»
- «Геология и палеогеография плейстоцена Севера»
- «Методы криолитологических исследований»
- «Экология и криосферы»

Им подготовлено девять кандидатов и один доктор наук.
В разные годы читал лекции по мерзлотоведению в университетах следующих стран:
- Канада (Ванкувер, Оттава)
- Исландия (Рейкьявик, Отару)
- Китай (Пекин, Ланьчжоу)
- Финляндия (Хельсинки)
- Франция (Канн)
- Япония (Саппоро)
- Польша (Лодзь)

## Прочая деятельность
С 1974 года по 1990 год В. Н. Конищев — заместитель декана географического факультета МГУ им. М. В. Ломоносова по научной работе, а также состоял членом Учёного совета по естественным наукам МГУ (1974—1990 гг.)
с 1974 года — член Учёного совета географического факультета МГУ, а также член Учёного совета Института географии РАН (1974—1990).
С 1981 года В. Н. Конищев — председатель диссертационного совета ВАК по защитам докторских и кандидатских диссертаций
Член Объединённого научного Совета по криологии Земли (с 1975 года).
Консультировал корреспондентов газеты Московский Комсомолец 24 сентября 2002 года, отвечая на вопросы о причинах схода ледника, послужившего причиной гибели Сергея Бодрова-младшего.

## Членство в редколлегиях журналов
Член редколлегий журналов:
- «Вестник Моск. Университета, сер. география» (с 1974 года)
- «Криосфера Земли» (с 1997 года)
- «Инженерная геология» (с 2005 года)
- «Permafrost and Periglacial Processes» (с 2001 года).

## Звания
«Заслуженный деятель науки Российской Федерации» — 1998 год
«Заслуженный профессор МГУ» — 2004 год

## Участия в телепрограммах
Участвовал в телепрограмме Александра Гордона «Вечная мерзлота», вышедшей в эфир 10 декабря 2002 года на канале НТВ. Вячеслав Николаевич Конищев отвечал на следующие вопросы ведущего:
- Почти 65 % площади России занимает вечная мерзлота. Когда она образовалась?
- В чём секрет её геологической и биологической жизни?
- Как вечная мерзлота меняла климатическую картину мира и чем грозит человечеству её пробуждение от ледяного сна?
- Какую роль играет вечная мерзлота в развитии нашей планеты и жизни человека?

## Посвящения
Бард и поэт Антон Бояршинов посвятил Конищеву в ноябре 1993 года следующее стихотворение:

Все над тундрой — холода, холода, 

А под снегом — мерзлота, мерзлота,

А задача у нас все ещё та:

Не сойти с ума до солнечных дней,

И не видно звезд — одни облака,

И до дна убита стужей река,

Но мы живы, пишем письма пока

И поём о невозможной весне.
А барометр нам пророчит циклон — 

Нас неделю убеждать будет он,

Прогибая стёкла в рамах окон,

Что зиме этой не будет конца,

Что на свете нету больше земли,

Где метели бы сейчас не мели,

Чтоб понять мы и запомнить смогли,

Что уж письма бесполезно писать.
Но пусть над снегом — холода, холода,

А под снегом — мерзлота, мерзлота

И на этой мерзлоте мерзла та

Песня, выкрикнутая из дверей,

О забытых нами белых грибах,

О залитых солнцем спелых хлебах

И готовых к поцелую губах -

Мы дотянемся до солнечных дней.